# Playa de Ballota

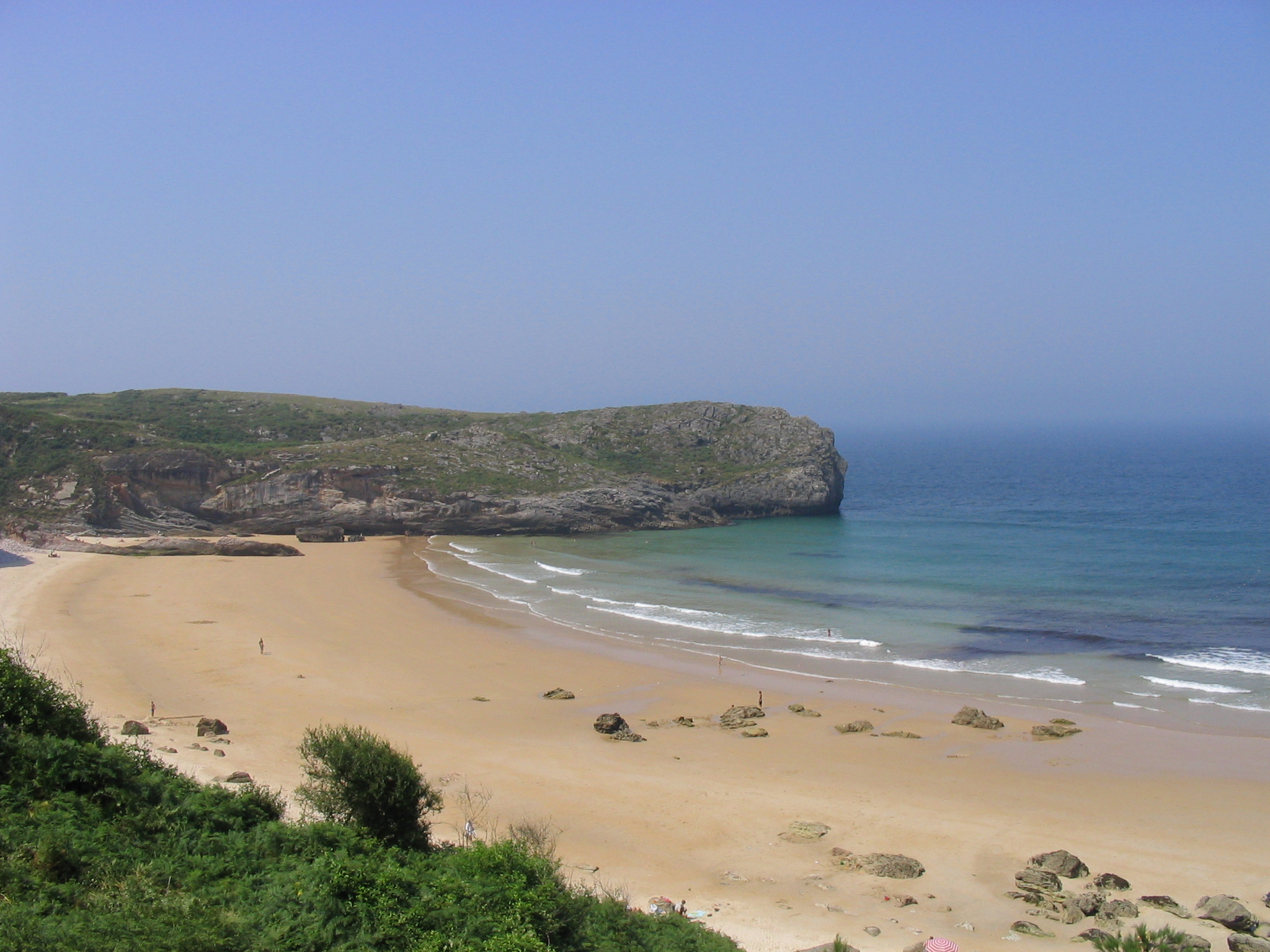
Playa de Ballota.

La playa de Ballota es conocida también como playa Río Cabo, porque en ella desemboca el río Cabo que sirve de límite natural de los concejos de Valdés y Cudillero. Pese a ello, la playa se considera dentro del límite del concejo de Cudillero, en el  Principado de Asturias, España.

## Descripción
La playa presenta una forma alargada que serpentea siguiendo el perfil abrupto de los acantilados; por ello, tiene una franja de arena muy estrecha, lo cual es una característica general de muchas de las playas del occidente asturiano. El lecho es mixto, pudiéndose observar tanto cantos rodados como arenas grisáceas de grano grueso.
La playa pertenece al paisaje protegido de la  costa occidental de Asturias, y está catalogada, desde el punto de vista medioambiental, como paisaje protegido, ZEPA y LIC.